# 人民武警报
《人民武警报》是中国人民武装警察部队政治工作部主办的中共中国人民武装警察部队党委机关报，1983年创刊。

## 简介
《人民武警报》社是在原《基建工程兵报》社的基础上组建而成。原《基建工程兵报》是中共中国人民解放军基本建设工程兵党委机关报，1978年10月1日创刊。中国人民解放军基本建设工程兵撤销建制后，《基建工程兵报》社转隶中国人民武装警察部队，成为《人民武警报》社的建社基础。1983年7月7日,《人民武警报》开始试刊，报头为黑体字，试刊先后共出11期。1983年10月1日正式创刊，彭真题写报头。《人民武警报》正式创刊后，起初是四开四版，周一刊。1984年1月改成周二刊，1985年7月改成周三刊，1991年1月1日改成周四刊。1997年7月1日，改成对开大报，周三刊（每周二、四、六出刊）。2002年1月起，每周六增加出版星期特刊。2005年1月1日起，改成周五刊（每周二、三、四、六是正刊，周日是特刊）。
《人民武警报》原由中国人民武装警察部队政治部主办。2016年，在深化国防和军队改革中，中国人民武装警察部队政治部改为中国人民武装警察部队政治工作部，该报继续由中国人民武装警察部队政治工作部主办。

## 历任社长
1. 刘子威（？—？）[1]
2. 赵连福武警大校（？—？）[1]
3. 孙瑞林武警大校（？—？）[1]
4. 姜自申武警大校（？—？）[1][3]
5. 汤宝华大校（？—？）[1]
6. 黄秋生武警大校（？—2012年）[1]
7. 杨敏武警大校（2012年—）[4]